# Robert Pattinson
 Der er for få eller ingen kildehenvisninger i denne artikel, hvilket er et problem. Du kan hjælpe ved at angive troværdige kilder til de påstande, som fremføres i artiklen.

Robert Douglas Thomas Pattinson (født 13. maj 1986 i London) er en engelsk skuespiller, musiker og model, der er bedst kendt for sine roller som Batman, Cedric Diggory i Harry Potter og Edward Cullen i Twilight. Som model har han flere gange poseret for Dior.

## Opvækst
Pattinson er vokset op i London med sin mor Clare, sin far Richard og sine to søstre, Elizabeth og Victoria. Søsteren, Elizabeth, er en kendt sangerinde i England, mens den anden søster, Victoria, arbejder i reklamebranchen.
Som skoleelev havde Pattinson problemer med at stjæle. At stjæle gav ham et ‘rush’. Han stjal i starten slikarmbånd, men begyndte senere at stjæle pornoblade og solgte de stjålne blade videre til andre elever på sin skole. En dag blev tyveriet opdaget, og Pattinson blev som konsekvens deraf smidt ud af skolen.

## Privat
Pattinson var i tre år kærester med Nina Schubert, der var hans nabo i London. De gik fra hinanden i 2006, da Pattinson flyttede fra London til USA.
I 2008 begyndte Pattinson at date sin Twilight-kollega, Kristen Stewart. Forholdet mellem dem sluttede i 2012.
Pattinson var fra 2014-2017 i et forhold med sangeren FKA Twigs. De blev forlovet kun seks måneder inde i forholdet, men gik fra hinanden i 2017 efter to års forlovelse.
Siden 2018 har Pattinson datet Suki Waterhouse.

## Filmografi
| År   | Film                             | Rolle                 | Bemærkning      |
| ---- | -------------------------------- | --------------------- | --------------- |
| 2004 | Vanity Fair                      | Rawdy Crawley (ældre) | Kun ekstrascene |
| 2004 | Ring of the Nibelungs            | Giselher              | TV              |
| 2005 | Harry Potter og Flammernes Pokal | Cedric Diggory        |                 |
| 2006 | The Haunted Airman               | Toby Jugg             | TV              |
| 2007 | The Bad Mother's Handbook        | Daniel Gale           | TV              |
| 2007 | Harry Potter og Fønixordenen     | Cedric Diggory        | Flashback       |
| 2008 | The Summer House                 | Richard               |                 |
| 2008 | How to Be                        | Art                   |                 |
| 2008 | Little Ashes                     | Salvador Dali         |                 |
| 2008 | Twilight                         | Edward Cullen         |                 |
| 2009 | The Twilight Saga: New Moon      | Edward Cullen         |                 |
| 2010 | Remember me                      | Tyler Hawkins         |                 |
| 2010 | The Twilight Saga: Eclipse       | Edward Cullen         |                 |
| 2011 | The Twilight Saga: Breaking Dawn | Edward Cullen         | Part 1          |
| 2011 | Water for Elephants              | Jacob Jankowski       |                 |
| 2012 | Bel Ami                          | Georges Duroy         |                 |
| 2012 | The Twilight Saga: Breaking Dawn | Edward Cullen         | Part 2          |
| 2014 | Maps to the Stars                | Jerome Fontana        |                 |
| 2016 | The Lost City of Z               | Henry Costin          |                 |
| 2017 | Good Time                        | Connie Nikas          |                 |
| 2018 | High Life                        | Monte                 |                 |
| 2019 | The Lighthouse                   | Thomas Howard         |                 |
| 2020 | Tenet                            | Neil                  |                 |
| 2022 | The Batman                       | Bruce Wayne / Batman  |                 |
| 2025 | Mickey 17                        | Mickey                |                 |